# Piqua (Kansas)
Piqua es un lugar designado por el censo ubicado en el condado de Woodson  en el estado estadounidense de Kansas. En el año 2010 tenía una población de 107 habitantes
Lugar de nacimiento del actor, Buster Keaton.

## Geografía
Piqua se encuentra ubicado en las coordenadas 37°55′19.16″N 95°32′14.96″O / 37.9219889, -95.5374889 (37.92199° -95.53749°).